# Incahuasi
Incahuasi lub Nevado de Incahuasi – szczyt leżący na granicy argentyńsko-chilijskiej. Jest stratowulkanem, uformowanym najprawdopodobniej w epoce holocenu. Data ostatniej erupcji nie jest znana. Pierwszego wejścia dokonał niemiecki geograf Walther Penck w 1913 r. Leży w sąsiedztwie najwyższego wulkanu Ziemi – Ojos del Salado.